# Walter Bachmann (Politiker)
Walter Bachmann (* 8. November 1923 in Haida, Tschechoslowakei; † 19. April 2002 in Regensburg) war ein deutscher Politiker der NPD sowie Altnazi.

## Leben und Beruf
Bachmann, der im Sudetenland als Sohn eines Bankdirektors aufgewachsen war, meldete sich 1940 nach dem Abitur als Kriegsfreiwilliger bei der Waffen-SS, wo er 1944 zum Untersturmführer ernannt wurde. Gegen Kriegsende geriet er in jugoslawische Kriegsgefangenschaft, aus der er jedoch fliehen konnte. Anschließend, inzwischen nach Bayern gekommen, wurde er von der amerikanischen Besatzungsmacht interniert. Nach der Freilassung machte er eine Ausbildung zum Versicherungskaufmann. Er engagierte sich im stark rechtslastigen Witikobund, dem zahlreiche sudetendeutsche Vertriebene angehörten.

## Partei
Bachmann beantragte am 1. Oktober 1941 die Aufnahme in die NSDAP und wurde rückwirkend zum 1. September desselben Jahres aufgenommen (Mitgliedsnummer 8.724.375). Er schloss sich in der Bundesrepublik zunächst der SRP an. Nach deren Verbot 1952 trat er der DRP bei und kam nach der Fusion dieser mit anderen rechtsextremen Parteien 1964 zur neuen Partei NPD. Dort wurde er zunächst stellvertretender bayerischer Landesvorsitzender. 1972 wurde er zum Landesvorsitzenden der bayerischen NPD gewählt. Nach dem Parteiaustritt von Martin Mußgnug war Bachmann 1990/91 als kommissarischer NPD-Vorsitzender eingesetzt worden, um die Neuwahl einer Parteispitze zu organisieren. Nach der Wahl von Günter Deckert wurde er zum Ehrenvorsitzenden der NPD ernannt.

## Abgeordneter
Von 1966 bis 1970 gehörte Bachmann dem Bayerischen Landtag an und war dort stellvertretender Vorsitzender der NPD-Fraktion. Der Landtag wählte Bachmann 1969 zum Mitglied der Bundesversammlung, die Gustav Heinemann zum Bundespräsidenten wählte.